# Park Kolibki
Park Kolibki je park ve vesnici Kolibki v městské čtvrti Orłowo města Gdyně v Pomořském vojvodství v severním Polsku. Nachází se poblíž Baltského moře. Původně byl součástí blízkého zámku Dwór Kolibki.

## Další informace
V severní části parku je památný strom Dąb Marysieńki (Maruščin dub). U jižní hranice se nachází Pomnik Obrońców Gdyni 1939 (Pomník obránců Gdyně 1939). Místo je oázou klidu, avšak občas jsou v něm pořádány také různorodé kulturní a prodejní akce a soutěže. Přes park také vedou cyklostezky. Místo je celoročně volně přístupné.